# Sergio Atzeni
Sergio Atzeni (Capoterra, 14 ottobre 1952 – Carloforte, 6 settembre 1995) è stato uno scrittore, giornalista e traduttore italiano.

## Biografia
Nato a Capoterra, trascorre la prima infanzia a Orgosolo per poi approdare a Cagliari.
Da giovane si dedica al giornalismo, collaborando con le principali testate sarde, e in questo stesso periodo si iscrive al Partito Comunista Italiano, partecipando attivamente alla vita politica del capoluogo, dove suo padre Licio sarà a lungo segretario di federazione del PCI. Solo negli anni seguenti riesce a trovare un lavoro stabile (all'Enel), che tuttavia abbandonerà presto.
Nel 1977 è tra i fondatori del periodico «Altair: mensile sardo di turismo e tempo libero» di cui sarà anche direttore responsabile, e che viene pubblicato fino al 1981. Nel 1986 parte per l'Europa, e in seguito si trasferisce a Torino.
Questi si riveleranno gli anni più fecondi nella sua carriera di romanziere: sono quelli in cui scrive le opere più importanti, come L'apologo del giudice bandito, Il figlio di Bakunìn, Passavamo sulla terra leggeri e Il quinto passo è l'addio.
I suoi romanzi sono ambientati in Sardegna e traggono spunto soprattutto dalla passione dell'autore per la ricostruzione storica di scenari del passato sardo, dall'epoca dei nuraghi fino alle lotte sociali dei minatori del Sulcis e dell'Iglesiente a inizio Novecento. I protagonisti delle sue storie appartengono alle più diverse classi sociali, ma Atzeni mette in scena soprattutto il popolo degli umili, degli sconfitti, dei marginali.
Passavamo sulla terra leggeri, pubblicato postumo, è una rievocazione mitica della storia dei sardi, vista e raccontata come memoria comune tramandata di padre in figlio; qui, come nel pure postumo Bellas mariposas (Sellerio 1996, da cui nel 2012 Salvatore Mereu ha tratto l'omonimo film, selezionato per il Festival di Venezia), Atzeni combina insieme sardo (in specie quello popolare della periferia di Cagliari) e italiano attuando una rivalutazione della lingua locale simile a quella operata da Andrea Camilleri con il siciliano. 
Negli ultimi anni, dopo aver abbandonato la militanza politica, si riavvicina, sia pure problematicamente, alla religione.
«Sono sardo, italiano, europeo», così si definisce durante il consolidamento dell'integrazione europea.
La vita e la carriera di scrittore si concludono tragicamente nel mare di Carloforte, dove Atzeni muore il 6 settembre 1995 gettato da un'onda sugli scogli dell'isola di San Pietro.
Dopo la sua morte si sono ritrovati altri scritti, buona parte dei quali rapidamente pubblicati.
I libri di Atzeni sono ancora oggi molto letti in Sardegna e trovano numerosi estimatori anche nel resto del Paese. Con quella di Salvatore Mannuzzu e di Giulio Angioni, la sua opera è spesso citata come fondante di una nouvelle vague o Nuova letteratura sarda, ormai diffusa in Italia e in Europa.

## Opere

### Romanzi
- L'Apologo del giudice bandito, Palermo, Sellerio, 1986.
- Il figlio di Bakunin, Palermo, Sellerio, 1991.
- Il quinto passo è l'addio, Milano, Mondadori, 1995; poi: Nuoro, Il Maestrale, 1996; Nuoro, Ilisso, 2001.
- Passavamo sulla terra leggeri, Milano, Mondadori, 1996;  poi: Nuoro, Il Maestrale, 1997; Nuoro, Ilisso, 2000; Palermo, Sellerio, 2023.

### Racconti e raccolte di racconti
- Araj Dimoniu. Antica leggenda sarda, Cagliari, Le Volpi Editrice, 1984 (riedito in: Bellas mariposas 1996).
- Bellas mariposas, Palermo, Sellerio, 1996.
- Gli anni della grande peste, Palermo, Sellerio, 2003.
- I sogni della città bianca, a cura di Giuseppe Grecu, Nuoro, Il Maestrale, 2005.
- Racconti con colonna sonora e altri in giallo, a cura di Giancarlo Porcu, Nuoro, Il Maestrale, 2002; 2ª ed. 2008.

### Poesia
- Quel maggio 1906-Ballata per una rivolta cagliaritana, introduzione di G. Podda, Cagliari, Edes, 1977.
- Due colori esistono al mondo, il verde è il secondo, Nuoro, Il Maestrale, 1997 (raccolta di versi).
- Versus, Edizione critica di Giancarlo Porcu, Nuoro, Il Maestrale, 2008 (Contiene tutta l'opera poetica),

### Saggistica
- Raccontar fole, a cura di Paola Mazzarelli, Palermo, Sellerio, 1999 (spigolature di fraintendimenti e fantasie trovate nei resoconti relativi alla Sardegna di viaggiatori ottocenteschi).
- Scritti giornalistici (1966-1995), a cura di Gigliola Sulis, 2 voll., Nuoro, Il Maestrale, 2005.

### Altri scritti
- Si... otto!, Cagliari, Condaghes, 1996.
- Fiabe sarde, raccontate da Sergio Atzeni e Rossana Copez, disegni di Franco Pruna, presentazione di Albino Bernardini, Cagliari, Zonza editore, 1978.
- Fiabe sarde, raccontate da Sergio Atzeni e Rossana Copez, presentate da Albino Bernardini, introduzione di Giacomo Mameli, illustrazioni di Bruno Olivieri, Cagliari, Condaghes, 1996.

### Traduzioni
- Henriette d'Angeville, Io in cima al Monte Bianco, Torino, Vivalda, 1989.
- Gilles Lipovetsky, L'Impero dell'effimero, Milano, Garzanti, 1989.
- B. e L. Bennassart, Cristiani di Allah, Milano, Rizzoli, 1991.
- Alfonso Bonfioli Malvezzi, Viaggio in Europa, Palermo, Sellerio, 1991.
- Maria José di Savoia, Giovinezza di una regina, Milano, Mondadori, 1991.
- Michel Hoáng, Gengis Khan, Milano, Garzanti, 1992.
- Michel Onfray, Cinismo, Milano, Rizzoli, 1992.
- Stendhal, I ventitré privilegi, Milano, Mondadori, 1992.
- Claude Lévi-Strauss, Storia di Lince, Torino, Einaudi, 1993.
- Jean-Paul Sartre, L'ultimo turista, Milano, Il Saggiatore, 1993.
- Tabari, I profeti e i re, Parma, Guanda, 1993.
- Patrick Chamoiseau, Texaco, Torino, Einaudi, 1994.
- Gérard Genette, Finzione e dizione, Parma, Pratiche, 1994.
- Françoise Dolto, I problemi dei bambini, Milano, Mondadori, 1995.
- Alexandra Lapierre, Fanny Stevenson, Milano, Mondadori, 1995.
- Jean-Paul Roux, Tamerlano, Milano, Garzanti, 1995.
- Françoise Dolto, Solitudine felice, Milano, Mondadori, 1996.

### Articoli
- M. Broccia, The Sardinian Literary Spring: An Overview. A New Perspective on Italian Literature, in "Nordicum Mediterraneum", vol. 9, n. 1 (2014).
- M. Cardinet Antona, L'opera di Sergio Atzeni: una poesia umanista e meridionale, «La grotta della vipera», XXIV, 81, Primavera 1998, pp. 34-38.
- Franco Cordelli, Il Quinto passo fatale, «L'Indipendente», 17-18 settembre 1995.
- Ernesto Ferrero, Atzeni vive con le sue farfalle, «La Stampa», inserto «Tuttolibri», 30 gennaio 1997.
- Goffredo Fofi, La morale di Atzeni, «l'Unità», 18 settembre 1995.
- Carlo Lucarelli, Sergio e io, «La grotta della vipera», XXII, 78, Primavera 1997, p. 52.
- Loriano Macchiavelli, Appunti per Atzeni, «La grotta della vipera», XXVII, 94, Primavera 2001, pp. 23-24.
- D. Manca, Una Storia immobile nelle due Sardegne dell'Apologo di Sergio Atzeni, in Îles de Mémoires. Corsica e Sardegna, Sassari-Bastia, Edes-Editions Dumane, 2004, pp. 163-175.
- Giancarlo Porcu, Un’esistenza concentrata su un inesausto lavoro di scrittura, «l’Unione Sarda», 27 giugno 2003.